# Джон Гетц
Джон Гетц (англ. John Getz; 15 жовтня 1946) — американський актор.

## Біографія
Джон Гетц народився 15 жовтня 1946 року в Девенпорті, штат Айова. У сім'ї він був одним з чотирьох дітей. Дитинство і юність прожив у долині річки Міссісіпі. Його матері довелося залишити свою кар'єру, щоб зайнятися вихованням дітей. Навчався в Університеті Айови де захопився Шекспіром, і незабаром почав займатися акторською діяльністю. Допомагав заснувати Центр Нового Виконавського мистецтва при університеті. У 1970—1971 роках Гетц працював у відомому Американському Театрі-Консерваторії в Сан-Франциско, потім якийсь час працював на винному заводі в районі Долини Напа і допомагав організувати Театральну Компанію Долини Напа.

## Кар'єра
У 1974 році дебютував у ролі технічного співробітника в телевізійному фільмі жахів «Бджоли-вбивці», в якому виконала одну зі своїх останніх ролей знаменита актриса німого кіно Глорія Свенсон. Після дебютної ролі Гетц переїхав до Нью-Йорка, де прожив наступні 14 років, влаштувавшись працювати в місцевому театрі. У тому ж 1974 році він підписав контракт на 18 місяців на роль Нейла Джонсона в телесеріалі «Інший світ». 1975 року Гетц з'явився у фільмі «Щасливий Гукер», потім зіграв інші численні ролі в телесеріалах, поки нарешті не був запрошений на головну роль у трилер Братів Коенів «Просто кров» (1984). Він зіграв коханця героїні Френсіс Макдорманд. Після цієї ролі Гетц став більш відомим.
У 1985 році він виконував одну з головних ролей у поліційній драмі «Макградер і Лауд». На цей серіал покладалися великі надії, пілотна серія вийшла в ефір у дуже вигідний час, але поступово канал АВС перемістив його на досить незручний час — о 10 вечора в понеділок. Одну зі своїх найвідоміших ролей Гетц виконав у фільмах «Муха» (1986) і «Муха 2» (1989). Тут він зіграв Статіса Боранса, бородатого малоприємного редактора наукового журналу, який жорстоко поплатився за свою цікавість. 1989 року Гетц зіграв майора, морського піхотинця у фільмі «Народжений четвертого липня». Потім через два роки йому дісталися ролі неприємних бойфрендів головних героїнь у фільмах «Не говори мамі, що няня померла» і «Кучерява Сью». Ще через рік зіграв кримінального боса головних героїв у виконанні Чарлі Шина й Еміліо Естевеса у фільмі «Чоловіки за роботою» (1990).
У 1998 році він зіграв головну роль в серіалі «Меггі» — чоловіка головної героїні, доктора Артура Дея. Були у нього й інші численні появи як запрошеного актора в таких серіалах, як «Приватна практика», «Втеча», «Як я зустрів вашу маму», «CSI: Місце злочину» і багатьох інших. 2007 року йому дісталася одна з головних ролей у фільмі Девіда Фінчера «Зодіак». У того ж режисера у 2010 році він отримав нову роль у фільмі «Соціальна мережа», заснованому на книзі 2009 року «Випадкові мільярдери» про засновників найпопулярнішої соціальної мережі Facebook.

## Особисте життя
Гетц одружився в 1987 році на Грейс Маккіні. У них є дочка Ханна.

## Фільмографія
| Рік       |     | Українська назва                       | Оригінальна назва                    | Роль                                                 |
| --------- | --- | -------------------------------------- | ------------------------------------ | ---------------------------------------------------- |
| 1975      | ф   |                                        | The Happy Hooker                     | рибак                                                |
| 1977      | ф   | Нові пригоди Чудо-жінки                | The New Adventures of Wonder Woman   | Крістіан Гаррісон                                    |
| 1981      | ф   | Тату                                   | Tattoo                               | Бадді                                                |
| 1984      | ф   | Викрадач сердець                       | Thief of Hearts                      | Рей Девіс                                            |
| 1986      | ф   | Муха                                   | The Fly                              | Стейтіс Боранс                                       |
| 1989      | ф   | Муха 2                                 | The Fly II                           | Стейтіс Боранс                                       |
| 1989      | ф   | Народжений четвертого липня            | Born on the Fourth of July           | майор                                                |
| 1990      | ф   | Чоловіки за роботою                    | Men at Work                          | Максвелл Поттердам III                               |
| 1991      | ф   | Ні слова мамі про смерть няні          | Don't Tell Mom the Babysitter's Dead | Гус                                                  |
| 1991      | ф   | Кучерява Сью                           | Curly Sue                            | Волкер Маккормік                                     |
| 1994      | ф   | Фортуна війни                          | Fortunes of War                      | Франклін Г'юітт                                      |
| 1994      | ф   | Кукловод                               | Playmaker                            | Едді                                                 |
| 1996      | ф   | Місяць Мохаве                          | Mojave Moon                          | офіцер поліції                                       |
| 1998      | ф   |                                        | Some Girl                            | батько Клер                                          |
| 1998—1999 | с   |                                        | Maggie                               | доктор Артур Дей (20 епізодів)                       |
| 1999      | с   | Військово-юридична служба              | JAG                                  | адмірал Гаррісон Спенсер (епізод: "Psychic Warrior") |
| 2000      | с   | Провіденс                              | Providence                           | доктор Салліван (епізод: "Mother & Child")           |
| 2000      | с   | CSI: Місце злочину                     | CSI: Crime Scene Investigation       | Річард Цейглер (епізод: "Sex, Lies and Larvae")      |
| 2000      | в   |                                        | Held for Ransom                      | містер Кіркленд                                      |
| 2001      | тф  |                                        | Zenon: The Zequel                    | генерал Хеммонд                                      |
| 2001      | с   | Захисник                               | The Guardian                         | Венделл Рапке (епізод: "Indian Summer")              |
| 2003      | с   | C.S.I.: Місце злочину Маямі            | CSI: Miami                           | Джордж Рішер (епізод: "Dead Woman Walking")          |
| 2003      | с   | Як сказав Джим                         | According to Jim                     | Френк (епізод: "Mom's Boyfriend")                    |
| 2003      | с   | Джоан з Аркадії                        | Joan of Arcadia                      | прокурор Гейб Феллоуз (6 епізодів)                   |
| 2004      | ф   | День без мексиканця                    | A Day Without a Mexican              | сенатор Аберкромбі                                   |
| 2004      | с   | Без сліду                              | Without a Trace                      | містере Гарретт (епізод: "The Season")               |
| 2004—2006 | с   | Король Квінса                          | The King of Queens                   | Містере Дуґан (3 епізоди)                            |
| 2005      | с   | Медіум                                 | Medium                               | Стюарт Маккалістер (епізод: "Sweet Dreams")          |
| 2006      | с   | Мертва справа                          | Cold Case                            | Білл Сіммонс (епізод: "Superstar")                   |
| 2006      | с   | Західне крило                          | The West Wing                        | конгресмен Марк Б. Селлнер (2 епізоди)               |
| 2006      | с   | Лас-Вегас                              | Las Vegas                            | Фредді Сміт (епізод: "Meatball Montecito")           |
| 2006—2007 | с   | Новий день                             | Day Break                            | Тобіас Бут (5 епізодів)                              |
| 2007      | док | Нанкін                                 | Nanking                              | Джордж Ешмор Фітч                                    |
| 2007      | ф   | Зодіак                                 | Zodiac                               | Темплтон Пек                                         |
| 2008      | с   | Як я зустрів вашу маму                 | How I Met Your Mother                | Боб Х'юїт (епізод: "Miracles")                       |
| 2008      | ф   | Супергеройське кіно                    | Superhero Movie                      | божевільний редактор                                 |
| 2008      | с   | Божевільні                             | Mad Men                              | доктор Ерік Стоун (епізод: "The New Girl")           |
| 2008      | с   | Анатомія Грей                          | Grey's Anatomy                       | Майкл Брейерс (2 епізоди)                            |
| 2008      | с   | Одинадцята година                      | Eleventh Hour                        | Вільям Ґрегорі (епізод: "Frozen")                    |
| 2008      | с   | Втеча з в'язниці                       | Prison Break                         | доктор Роджер Ноултон (епізод: "The Sunshine State") |
| 2009      | с   | Криміналісти: мислити як злочинець     | Criminal Minds                       | Ендрю Кейн (епізод: "Pleasure Is My Business")       |
| 2009      | с   | Приватна практика                      | Private Practice                     | містер Кент (епізод: "Strange Bedfellows")           |
| 2010      | ф   | Соціальна мережа                       | The Social Network                   | Сай                                                  |
| 2010      | с   | Та, що говорить з привидами            | Ghost Whisperer                      | Руді Вортон (епізод: "Living Nightmare")             |
| 2010      | с   | NCIS: Полювання на вбивць              | NCIS                                 | Волтер Кейн (епізод: "Masquerade")                   |
| 2011      | ф   | Ліфт                                   | Elevator                             | Генрі Бартон                                         |
| 2012      | с   | Скандал                                | Scandal                              | Патрік Кітінг (епізод: "Dirty Little Secrets")       |
| 2012      | с   | Контакт                                | Touch                                | Генрі Вільямс (епізод: "The Road Not Taken")         |
| 2013      | ф   | Джобс                                  | Jobs                                 | Пол Джобс                                            |
| 2013      | с   | Закон і порядок: Спеціальний корпус    | Law & Order: Special Victims Unit    | адмірал Вінсент Альберс (епізод: "Military Justice") |
| 2013      | с   | Морська поліція: Лос-Анджелес          | NCIS: Los Angeles                    | сенатор Локхарт (епізод: "Merry Evasion")            |
| 2013      | с   | Нікіта                                 | Nikita                               | сенатор Ед Чаппелл (2 епізоди)                       |
| 2014      | с   | Кістки                                 | Bones                                | Стівен Френк (епізод: "The Heiress in the Hill")     |
| 2014      | с   | Касл                                   | Castle                               | доктор Густаво Бауер (епізод: "Room 147")            |
| 2014      | с   | CSI: Місце злочину                     | CSI: Crime Scene Investigation       | Білл Харві (епізод: "Consumed")                      |
| 2014      | с   | Зупинись і гори                        | Halt and Catch Fire                  | Джо Макміллан-старший (2 епізоди)                    |
| 2014      | с   | Як уникнути покарання за вбивство      | How to Get Away with Murder          | Девід Долан (епізод: "Smile, or Go to Jail")         |
| 2014—2017 | с   | Батьківщина                            | Homeland                             | Джо Крокер (4 епізоди)                               |
| 2015      | ф   | Трамбо                                 | Trumbo                               | Сем Вуд                                              |
| 2016      | с   | Мислити як злочинець: За кордоном      | Criminal Minds: Beyond Borders       | Рендал Коуен (епізод: "Love Interrupted")            |
| 2016      | ф   | Декілька жінок                         | Certain Women                        | шериф Роулз                                          |
| 2016      | с   | Морська поліція: Новий Орлеан          | NCIS: New Orleans                    | генерал Оуен Метьюз (епізод: "Collateral Damage")    |
| 2016      | с   | Водолій                                | Aquarius                             | Джеймс Гаррісон Баррет (4 епізоди)                   |
| 2016—2017 | с   | Грейс і Френкі                         | Grace and Frankie                    | Джон (3 епізоди)                                     |
| 2016—2017 | с   | Очевидне                               | Transparent                          | Дональд (4 епізоди)                                  |
| 2016—2018 | с   | Поза часом                             | Timeless                             | Бенджамін Кехілл (9 епізодів)                        |
| 2017      | с   | Краще подзвоніть Солу                  | Better Call Saul                     | начальник (2 епізоди)                                |
| 2017      | с   |                                        | Ghosted                              | Ромсіо (епізод: "Lockdown")                          |
| 2017—2018 | с   | Детектив Босх                          | Bosch                                | Бредлі Вокер (13 епізодів)                           |
| 2018      | с   | Американська історія жаху: Апокаліпсис | American Horror Story: Apocalypse    | Сен-П'єр Вандербільт (2 епізоди)                     |
| 2018—2020 | с   | Брудний Джон                           | Dirty John                           | Двайт (5 епізодів)                                   |
| 2019      | ф   |                                        | Body at Brighton Rock                | шериф                                                |
| 2020—2021 | с   | Фатальний патруль                      | Doom Patrol                          | Пол Трейнор (4 епізоди)                              |
| 2022—2023 | с   | Щоденна Аляска                         | Alaska Daily                         | Конрад Прітчард (4 епізоди)                          |
| 2023      | с   | Останні з нас                          | The Last of Us                       | Едельштейн (2 епізоди)                               |
| 2023      | с   | Фатальний потяг                        | Fatal Attraction                     | Уоррен (4 епізоди)                                   |
| 2023      | ф   | До кінця світу                         | The Dead Don't Hurt                  | преподобний Сімпсон                                  |